# Senigallia
Senigallia is een stad in de Midden-Italiaanse regio Marche, in de provincie Ancona. De stad telde op 1 januari 2018 44.616 inwoners.
Het stadscentrum is nog deels ommuurd. De rivier de Misa stroomt dwars door het centrum. Langs de zuidoostelijke oever staan de statige 18e-eeuwse handelsgebouwen Portici Ercolani. Andere belangrijke bouwwerken van Senigallia zijn het 12e-eeuwse Castello en het neoclassicistische Foro Annonario uit 1834. Karakteristiek is Rotonda al Mare uit de jaren dertig. De restauratie van dit op een pier gelegen bouwwerk is in de zomer van 2007 gereedgekomen.
Plaatsen in de gemeente Senigallia zijn Bettolelle, Borgo Bicchia, Borgo Catena, Borgo Passera, Brugnetto, Cannella, Castellaro, Cesano, Ciarnin, Gabriella, Mandriola, Marzocca, Montignano, Roncitelli, San Silvestro, Sant'Angelo, Scapezzano, Vallone, Vasari.
Senigallia is zusterstad van Sens in Frankrijk, de plaats waar de Senonen en hun hoofdman Brennus van afkomstig waren.

## Geschiedenis
De stad is kort na 284 voor Christus gesticht door de Romeinen, die het Sena Gallica noemden. Het gebied was zojuist op de Gallische stam der Senonen veroverd en werd door de Romeinen Ager Gallicus genoemd. In de middeleeuwen was het het belangrijkste handelscentrum van het hertogdom Urbino.
In 1930 werd de stad getroffen door een zware aardbeving die er grote verwoestingen aanrichtte. Later in die eeuw groeide Senigallia uit tot een van de belangrijkere badplaatsen aan de Adriatische kust.

## Geboren
- Giovanni  Battista Bugatti (1779-1869), officiële beul van de Kerkelijke Staat
- Angelica Catalani (1780-1849), operazangeres
- Paus Pius IX (1792-1878), geboren als Giovanni Maria Mastai-Feretti
- Gaetano Bedini (1806-1864), kardinaal en diplomaat
- Renato Cesarini (1906-1969), Italo-Argentijns voetballer